# Падунское сельское поселение (Кемеровская область)
Паду́нское се́льское поселение — упразднённое муниципальное образование в Промышленновском районе Кемеровской области. Административный центр — посёлок станции Падунская.

## История
Падунское сельское поселение образовано 17 декабря 2004 года в соответствии с Законом Кемеровской области № 104-ОЗ.

## Население
| 2010  | 2011  | 2012  | 2013  | 2014  | 2015  | 2016  |
| ----- | ----- | ----- | ----- | ----- | ----- | ----- |
| 4840  | ↗4847 | ↘4778 | ↘4695 | ↘4579 | ↘4532 | ↘4406 |
| 2017  | 2018  | 2019  |       |       |       |       |
| ↘4337 | ↘4269 | ↘4183 |       |       |       |       |

## Состав сельского поселения
| № | Населённый пункт | Тип населённого пункта                  | Население |
| - | ---------------- | --------------------------------------- | --------- |
| 1 | Абышево          | село                                    | 731       |
| 2 | Берёзово         | село                                    | 114       |
| 3 | Васьково         | деревня                                 | 1152      |
| 4 | Денисовка        | деревня                                 | 134       |
| 5 | Озерки           | деревня                                 | 560       |
| 6 | Падунская        | посёлок станции, административный центр | 2149      |